# 1 tháng 11
Ngày 1 tháng 11 là ngày thứ 305 (306 trong năm nhuận) trong lịch Gregory. Còn 60 ngày trong năm.

## Sự kiện
- 604 – Thánh Đức Thái tử của Nhật Bản ban hành quan chế 12 bậc, phòng theo quan chế nhà Tùy.
- 1179 – Philippe II đăng quang quốc vương Pháp.
- 1459 – Sau khi tiến hành binh biến sát hại Lê Nhân Tông, Lê Nghi Dân tự lập làm hoàng đế triều Lê sơ (7 tháng 10 năm Đinh Sửu).
- 1503 – Giáo hoàng Giuliô II được bầu.
- 1604 – Vở kịch Othello của William Shakespeare được công diễn lần đầu tiên tại cung Whitehall ở Luân Đôn, Anh.
- 1611 – Vở kịch Giông tố được trình diễn lần đầu tiên tại cung Whitehall tại Luân Đôn, Anh.
- 1755 – Thủ đô Lisboa của Bồ Đào Nha bị tàn phá hoàn toàn do một trận động đất và sóng thần mạnh, làm thiệt mạng từ 60.000 đến 90.000 người.
- 1765 – Quốc hội Anh ban hành Đạo luật tem tại Mười ba thuộc địa nhằm giúp thanh toán cho các chiến dịch quân sự của Anh tại Bắc Mỹ.
- 1805 – Napoléon Bonaparte xâm chiếm Áo trong Chiến tranh Liên minh thứ ba.
- 1876 – Thuộc địa New Zealand giải thể chín tỉnh của mình, thay thế chúng bằng 63 hạt.
- 1894 – Sa hoàng Nga Aleksandr qua đời, con là Nikolai bắt đầu trị vì, cũng là vị Sa hoàng cuối cùng trong lịch sử Nga.
- 1922 – Hội nghị Đại quốc dân Thổ Nhĩ Kỳ bãi bỏ chế độ quân chủ, Sultan Mehmed VI bị phế truất và bị trục xuất khỏi thủ đô, Đế quốc Ottoman diệt vong.
- 1942 – Chiến tranh thế giới thứ hai: Cuộc tấn công Matanikau bắt đầu trong khuôn khổ Chiến dịch Guadalcanal và kết thúc ba ngày sau với thắng lợi của Hoa Kỳ.
- 1945 – Tờ báo chính thức của Bắc Triều Tiên, Lao động tân văn, được xuất bản lần đầu tiên với tên gọi Chính Lộ.
- 1953 – Andhra Pradesh lập bang, với thủ phủ là Kurnool.
- 1956 – Kerala, Andhra Pradesh, và Mysore chính thức được thiét lập theo Đạo luật Tái tổ chức các bang.
- 1963 – Khởi đầu một cuộc đảo chính nhằm lật đổ chính phủ Đệ Nhất Cộng hòa Việt Nam. Ngày này về sau trở thành ngày quốc khánh của Đệ Nhị Cộng hòa Việt Nam.
- 1986 – Thành phố Gwangju chính thức được tách ra khỏi tỉnh Jeolla Nam để trở thành thành phố trực thuộc Trung ương của Hàn Quốc.

## Sinh
- 1762 – Spencer Perceval, thủ tướng Anh, Bộ trưởng Bộ Tài chính Anh (m. 1812)
- 1847 – Vua Hiệp Hòa, vua thứ sáu của nhà Nguyễn (m. 1883).
- 1880 – Alfred Wegener nhà khí tượng học và địa vật lý học người Đức (m. 1930)
- 1910 – Nguyễn Thị Minh Khai, nhà cách mạng Việt Nam (m. 1941)
- 1927 – Hồ Tấn Quyền, Hải Quân Đại tá Quân đội Việt Nam Cộng hòa (m. 1963)
- 1960 – Tim Cook, tổng giám đốc điều hành của Apple Inc
- 1985 – Nguyễn Quang Hải, cầu thủ bóng đá người Việt Nam
- 1990 – JustaTee, rapper và nhạc sĩ người Việt Nam
- 1994 – Lê Thảo Nhi, Á hậu 1 Hoa hậu Hoàn vũ Việt Nam 2022, doanh nhân, người mẫu và nhà sáng tạo nội dung nổi tiếng người Đức gốc Việt
- 1996 – Yoo Jeong-yeon thành viên nhóm nhạc Twice (nhóm nhạc) người Hàn Quốc

## Mất
- 1888 – Tôn Thất Tiệp, trung thần nhà Nguyễn (s. 1870)
- 1963 – Hồ Tấn Quyền, Hải Quân Đại tá Quân đội Việt Nam Cộng hòa (s. 1927)
- 2020 – Ánh Hoa, nghệ sĩ người Việt Nam (s. 1941)

## Những ngày lễ và kỷ niệm
- Lễ Các Thánh (Kitô giáo)